# 카카오앨범
카카오앨범(KakaoAlbum)은 카카오가 2013년 2월에 출시한 카카오톡 사용자들을 위해 사진을 공유하고 관리하는 애플리케이션(앱) 서비스였다. iOS, 안드로이드용으로 출시됐으며 애플 앱스토어, 구글 플레이스토어에서 내려받을 수 있었다.
카카오앨범은 사용자 스마트폰에 내장된 카메라 앨범의 사진을 동기화시킨다. 사용자는 거기서 원하는 사진을 골라 앨범으로 구성하며, 카카오톡 친구를 골라 앨범을 공유할 수 있다. 하나의 앨범에는 1,000장까지 사진을 추가할 수 있고, 공유할 친구는 200명까지 선택할 수 있었다. 카카오앨범에 초대된 친구들은 각각의 사진에 댓글이나 좋아요 표시를 남길 수 있었다. 저장된 앨범은 만들어진 시간순으로 분류됐다. 카카오앨범에서 공유된 사진은 카카오스토리, 페이스북, 트위터 등 각종 SNS과 연동해 게재할 수 있었다.
한편으로 사진에 기록된 위치정보를 기반으로 초대친구를 추천하는 기능도 있었는데, 사진을 찍은 시점에 나와 비슷한 장소에 있었던 카카오톡 이용자를 공유 친구로 추천해주기 때문에, 수많은 카카오톡 친구 중에서 일일이 찾아 공유할 사람을 선택하는 수고를 덜어주는 기능을 했다. 이 추천 기능은 스마트폰의 GPS 기능을 켠 상태에서, 함께한 친구와 동일한 사진 위치 정보를 가지고 있어야 가능했다. 또 일종의 클라우드의 역할도 해서, 휴대폰을 바꾸더라도 카카오 앨범 안에 저장한 사진들이 남아 있으며, 카카오톡 어플리케이션을 지웠더라도 카카오 앨범을 통해 언제든 원하는 사진을 내려받을 수 있었다.
그러나 카카오앨범은 페이스북, 인스타그램 등 경쟁 SNS와 카카오스토리 등 자체 유사 서비스에 비해 차별화된 서비스를 제공하지 못한다는 지적을 받아왔고, 수익성이 부족하거나 이용자들에게 큰 반향이 없다고 판단되면서 2016년 2월 17일 오전 중으로 서비스가 종료되었다. 이용자들을 위한 사진 백업 프로그램은 2016년 4월 20일까지 제공되었다.